# H. M. Walker
Harley M. Walker, detto Beanie (West Middlebury, 27 giugno 1885 – Chicago, 23 giugno 1937), è stato uno sceneggiatore statunitense.
Ha spesso collaborato alla scrittura di film interpretati da Stanlio e Ollio.

## Filmografia parziale
- Bashful, regia di Alfred J. Goulding - cortometraggio (1917)
- Ask Father, regia di, non accreditato, Hal Roach (1919)
- Il castello incantato (Haunted Spooks), regia di Hal Roach e Alfred J. Goulding - didascalie (1920)
- Il talismano della nonna (Grandma's Boy), regia di Fred C. Newmeyer (1922)
- Dr. Jack, regia di Fred C. Newmeyer (1922)
- Perché preoccuparsi? (Why Worry?), regia di Fred C. Newmeyer e Sam Taylor (1922)
- Preferisco l'ascensore! (Safety Last), regia di Fred C. Newmeyer e Sam Taylor (1923)
- The Soilers, regia di Ralph Ceder (1923)
- Mother's Joy, regia di Ralph Ceder (1923)
- Smithy, regia di George Jeske e Hal Roach (1924)
- Long Fliv the King, regia di Leo McCarey (1926)
- The Nickel-Hopper, regia di F. Richard Jones e Hal Yates (1926)
- Il tocco finale (The Finishing Touch), regia di Clyde Bruckman (1928)
- Gli uomini sposati devono andare a casa? (Should married men go home?), regia di James Parrott (1928)
- Marinai a terra (Two Tars), regia di James Parrott (1928)
- Agli ordini di sua altezza (Double Whoopee), regia di Lewis R. Foster (1929)
- Concerto di violoncello (Berth Marks), regia di Lewis R. Foster (1929)
- Grandi affari (Big Business), regia di James W. Horne (1929)
- I due legionari (Beau hunks), regia di James W. Horne (1931)
- La scala musicale (The Music Box), regia di James Parrott (1932)
- Il fantasma stregato (The Live Ghost), regia di Charley Rogers (1934)
- Gli amori di Susanna (The Affair of Susan), regia di Kurt Neumann (1935)